# De Trits
Sportcentrum De Trits ligt aan de Goeman Borgesiuslaan in Baarn in de provincie Utrecht. Het complex is in 1977 geopend. De naam Trits is afgeleid van het getal drie. Het complex bestaat namelijk uit drie afdelingen: zwembad, zaalsporten en fitness. In het centrale deel van het complex is de foyer.

## Zwembad
De accommodatie heeft drie baden: een wedstrijdbassin (25 meter), een recreatie-/instructiebassin en nog een peuterbassin. Daarnaast zijn er extra voorzieningen als een glijbaan, een whirlpool en een infraroodsauna. Het zwemgedeelte wordt gebruikt door zowel recreanten als door Z.C. De Vuursche (zwemmen, waterpolo) en het Duikteam Baerne.

## Zaalsporten
Verenigingen die gebruikmaken van de faciliteiten voor zaalsporten zijn Touché '86 (volleybal), Breakstars (basketbal), HCLB (handbal), BC Inside '82 (badminton), VITA 2000 (gymnastiek), BLTC (tennis), VIVAS (schermen), BMHV (hockey) en The Jack (bowls). Ook is er een klimwand beschikbaar.

## Fitness
De Trits beschikt over een fitnessruimte en er is gelegenheid voor indoor cycling.